# Parque nacional Saltfjellet-Svartisen
El parque nacional Saltfjellet-Svartisen es un parque nacional en la provincia noruega de Nordland. Se encuentra dentro de los municipios de Beiarn, Meløy, Rana, Rødøy, Saltdal y Bodø. Es uno de los parques nacionales más grandes de Noruega, y posiblemente el más variado, pues incluye tanto formación de montaña alpina con lenguas glaciares como suaves mesetas montañosas y valles boscosos. El parque nacional abarca partes de la cordillera Saltfjellet.
El glaciar Svartisen es una parte central del parque. Hay también muchos hitos de la cultura sami.